# Thamnium leucocaulon
Thamnium leucocaulon là một loài rêu trong họ Neckeraceae. Loài này được (Müll. Hal.) Kindb. mô tả khoa học đầu tiên năm 1902.